# Dovyalis cameroonensis
Dovyalis cameroonensis är en videväxtart som beskrevs av Martin Roy Cheek och Ngolan. Dovyalis cameroonensis ingår i släktet Dovyalis och familjen videväxter. Inga underarter finns listade i Catalogue of Life.